# Перший сніг (фільм)
Це стаття про фільм, про новелу французького письменника Гі де Мопассана див. Перший сніг
«Перший сніг» (рос. «Первый снег») — радянський художній фільм 1964 року, знятий на Кіностудії ім. М. Горького.

## Сюжет
Фільм присвячений поетам, що не повернулися з війни. 1940 рік. Юний поет Коля Терентьєв приїжджає в Москву і незабаром стає студентом літературного інституту. На перших комсомольських зборах Терентьєва висувають в інститутський комітет, але дізнавшись про те, що його батьки розкуркулені, головуючий ставить тепер питання про його перебування в комсомолі. За поета, автора поеми про червоного комісара, заступаються друзі та однокурсники. Увечері в інституті виступають поети Всеволод Багрицький, Микола Майоров, Павло Коган, Михайло Кульчицький — вони не повернуться з фронту. Новий, 1941 рік, хлопці зустрічають всі разом у Наташі. Туди заходить на кілька хвилин Ласточкин — Колін друг і земляк — попрощатися перед від'їздом на фінський фронт. Хлопці говорять не тільки про життя, поезії, але й про перемогу у війні, що насувається…

## У ролях
- Родіон Нахапетов — оповідач, друг Колі
- Олексій Локтєв — Коля Терентьєв
- Наталія Величко — Наталка
- Жанна Прохоренко — Мар'яна
- Георгій Склянський — епізод
- Валерій Носик — Вітя Ласточкин
- Михайло Глузський — голова профкому
- Аріна Алейникова — епізод
- Віктор Кольцов — епізод
- Михайло Єремєєв — Юдін
- Олексій Міронов — епізод
- Галина Булкіна — епізод

## Знімальна група
- Режисери — Борис Григор'єв, Юрій Швирьов
- Сценарист — Василь Росляков
- Оператор — Петро Катаєв
- Композитор — Володимир Рубін
- Художник — Борис Дуленков